# 汉斯-约尔格·布特
汉斯-约尔格·布特（德語：Hans-Jörg Butt，1974年5月28日—），一般称为约尔格·布特，出生於奥尔登堡，是一名德国足球运动员，司职守门员，現已退役。从1997年至2007年间他效力於德甲球队汉堡和勒沃库森，十年间他总共参加了324场德甲联赛并射入26球。布特从2008年7月1日起正式签约加盟拜仁慕尼黑，並於2011-12賽季完結後從拜仁慕尼黑退役。

## 俱乐部生涯
其职业生涯肇始於1991年，时他效力德乙球队奥尔登堡。直到1997年布特加盟德甲之汉堡，取代原來守门员理查德·高尔茨。往后四年都是主力门将。其時已有關於其轉會傳言，其中扯得最頻密的乃英超曼聯，蓋因他們當時正找尋其原門將舒米高接班人。
但當2001年布特离开汉堡時，卻沒加盟曼聯，而是加盟勒沃库森。在那里他同样是主力门将，至2007年2月，都只缺席3场比赛。而在2007年2月10日对阵法兰克福的比赛中，勒沃库森在以2比2被对手追平底下，布特獲得红牌，並遭禁赛2场，結果被年青門將勒内·阿德勒取代其位置。布特決定于該年4月30日提出解约，中止到6月30日届满的合同。布特为勒沃库森出场的最后一场比赛是在2007年5月19日的德甲最后一个比赛日，并帮助球队以2比1取得胜利。
这位身高1.91米的守门员，在勒沃库森的表现与在汉堡時同样出色，期间共射入26粒点球，是极具攻击性的守门员。由於早年曾踢过前鋒，经常主射任意球及点球，也是为什么他能在司职守门员时也能不断进球的原因。但布特也因此遭受过惩罚。在2004年4月17日客场与沙尔克04的德甲联赛中，他在射入1粒点球后因忙着与队友庆祝，却在回到本方球门时发现球已经在网内——沙尔克04球员迈克·汉克在快速开球后在中圈直接射门命中。
2007年6月16日，布特受到一些英超和西甲等球队邀请，惟他卻選擇加盟葡超球队本菲卡。他为本菲卡效力的首场比赛是在2007年10月28日对阵马里迪莫。但由于他的表现不及葡萄牙的替补守门员奎姆（Quim），经过协商后，中止合同，并於2008年夏天回到德甲，加盟拜仁慕尼黑，成为队中第2守门员，身披22号球衣。
2009-10赛季，由于球队主力守门员雲昇表现低迷，布特获得了球队主力位置。12月8日，布特在自己第50场欧洲冠军联赛比赛中打进一个关键的点球，拜仁慕尼黑最终4比1击败尤文图斯而小组出线。这也是布特在冠军联赛打进的第三个进球。有趣的是，布特这三个进球是代表三支不同的德甲球队打进的，而这三场比赛的对手全部都是尤文图斯。
2010-11賽季，由於拜仁後防的不穩，為畢特帶來不少失球，幸而拜仁在後段發力而保住聯賽第三名。
2011-12球季，由於有德國國家隊一號門將紐亞加盟拜仁慕尼黑，畢特鮮有上陣機會。12月8日，畢特在欧洲冠军联赛的最後一場小組賽中擔任正選門將，雖然最終曼城以2:0擊敗拜仁慕尼黑，但是比賽中，畢特作出不少精彩撲救，拜仁慕尼黑賽後亦以小組首名出線。4月28日，作為畢特的告別賽，拜仁為畢特以及其他離隊球員作告別儀式，畢特更是以正選門將及隊長身份上陣，最終拜仁以2:0擊敗史特加，畢特亦在比賽中力保清白之身。雖然迎戰史特加是畢特的告別戰，然而5月22日拜仁主場友戰荷蘭國家隊才是畢特的最後一場比賽，比賽中畢特雖然失掉兩球，但最終拜仁仍以3:2戰勝荷蘭國家隊，並正式退役。
退役後，畢特以守門員教練身份繼續效力拜仁慕尼黑。

## 国家队生涯
布特在德国国家足球队的首次亮相是在2000年6月7日的欧洲足球锦标赛预选赛对阵列支敦士登的比赛中，他以第3门将的身份在德国以8比2领先的情况下於半场替换延斯·莱曼出场。他的第2场国家队比赛也只上阵了半场，那是2002年3月27日德国在以4：2战胜美国队的比赛中替换弗兰克·罗斯特出场。同年的世界杯足球赛中，布特同样作为替补守门员入选国家队，德国最终获得亚军，但没有出场。布特的第3次代表德国出场是在2003年6月1日对阵加拿大，德国以4比1取胜的比赛中。

## 荣誉
无论布特今后的职业生涯如何发展，他现在已经取得了足以让人尊敬的的成绩。最瞩目的当属2002年：他跟随勒沃库森获得了德甲联赛亚军、德国杯赛亚军以及进入了欧洲冠军联赛决赛；跟随德国队又获得了世界杯亚军——虽然他并未获得出场机会。他在效力汉堡期间也获得了2000年德甲联赛季军，2004年效力勒沃库森时亦是同样的成绩。他参加过2001年、2002年、2003年和2005年的欧洲冠军联赛，并在2002年获得亚军，以及2005年进入十六强——只是遗憾的负于后来的冠军利物浦。